# Druivenkoers 1967
La Druivenkoers 1967, settima edizione della corsa, si svolse il 30 agosto 1967 su un percorso con partenza ed arrivo a Overijse. Fu vinta dal belga Fons De Bal della squadra Okay Whisky-Diamant davanti ai connazionali Lucien Willekens e Jan Nolmans.

## Ordine d'arrivo (Top 3)
| Pos. | Corridore        | Squadra             | Tempo |
| ---- | ---------------- | ------------------- | ----- |
| 1    | Fons De Bal      | Okay Whisky-Diamant |       |
| 2    | Lucien Willekens | Okay Whisky-Diamant |       |
| 3    | Jan Nolmans      | Mann-Grundig        |       |